# Procés analític
Una anàlisi quantitativa implica una seqüència d'etapes que impliquen des de la definició del problema plantejat fins a l'elaboració d'un informe i les seves conclusions. En alguns casos, és possible ometre una o més etapes.

## Etapes del procés analític

### Definició del problema
En aquesta primera etapa es planteja el tipus d'anàlisi requerit i l'escala de treball, convertint així les qüestions generals en qüestions específiques que puguin respondre a través de mesures.

### Selecció del mètode d'anàlisi
Aquesta etapa requereix una mica d'experiència i intuïció, ja que, la selecció del mètode d'anàlisi generalment representa un compromís entre diversos factors com: exactitud, precisió, rapidesa en què es fa tant les operacions requerides com el temps d'anàlisi, el cost i la facilitat, és a dir, la seguretat i la comoditat del personal.

### Obtenció de la mostra o mostreig
Perquè la informació obtinguda sigui significativa, cal que la mostra tingui la mateixa composició que la resta del material de què es va obtenir. Quan aquest material és de grans dimensions i heterogeni, l'obtenció d'una mostra representativa requereix gran esforç i l'obtenció de mostres de caràcter biològic representa un altre tipus de problema de mostreig. Sigui quina sigui la complexitat de la matèria a analitzar, la mostra ha de representar la totalitat d'aquesta matèria i ha de presentar caràcter homogeni.

### Tractament de la mostra
Són escassos els problemes que es resolen sense necessitat de tractament de la mostra abans de procedir a la mesura; per exemple, la mesura del pH d'una mostra d'aigua de riu es pot dur a terme directament sense cap tractament de la mostra. El més habitual, és que la mostra necessiti algun tipus de tractament, amb la finalitat de: preparar la forma i la mida de la mostra, així com la concentració de l'anàlit o els anàlits en la forma química i concentració, adequades per a la tècnica analítica seleccionada i / o eliminar interferents de la matri de la mostra. L'etapa de tractament de la mostra ha de dur a terme tenint en compte les següents consideracions:

1. Han d'evitar tant les pèrdues d'anàlit com les possibles contaminacions introduïdes en la mostra.

2. L'anàlit serà transformat a la forma química més adequada pel mètode analític seleccionat. 

3. Si cal, s'eliminaran les interferències de la matriu, amb el finalitat d'incrementar la selectivitat del mètode.

4. S'ha de considerar la dilució de l'anàlit, de manera que aquest es trobi en l'interval de linealitat del mètode seleccionat. La majoria de les anàlisis, es duen a terme en dissolucions de la mostra preparada en un dissolvent adequat.
Si l'anàlit no es troba dissolt, serà necessària la seva dissolució en el dissolvent adequat. En determinades ocasions és suficient amb mantenir en
contacte el dissolvent (aigua, dissolució reguladora, etanol ...) amb la mostra sòlida durant un curt període i, després de la centrifugació de la barreja, recollir el líquid sobrenedant contenint l'anàlit.
Una vegada que el anàlit es troba en fase líquida, la següent qüestió és conèixer si es troba en la forma química adequada per dur a terme la mesura de la propietat analítica.
L'eliminació d'interferències es considera com a part de la preparació de la mostra i resulta indispensable abans de procedir a l'etapa de mesura, per a això es recorrerà al mètode de separació més adequat.
La majoria de les anàlisis químiques es porten o s'han de dur a terme sobre diverses rèpliques de la mostra, les masses o volums es determinen amb mesuraments acurades a través de balances analítiques o material volumètric de precisió. La realització de rèpliques millora la qualitat dels resultats i informa sobre la fiabilitat de l'anàlisi. Les mesures quantitatives de rèpliques de mostres es solen mitjana i després s'apliquen diverses proves estadístiques als resultats per establir la fiabilitat i descartar dades atípiques, si n'hi ha.

### Procès de mesura
Aquesta etapa es basa en l'observació i/o la determinació de l'espècie que es vol analitzar mitjançant la utilització d'un instrument de mesura. D'aquests, hi ha de diversos tipus:

1. Instruments pròpiament, com poden ser els sentits (olor, tacte, ...)

2. Instruments òptics, electroquímics, tèrmics...

3. Instruments qualitatius, quantitatius o mixtos.

4. Instruments amb necessitat de calibrar-los

### Avaluació de resultats
En aquesta fase del procés analític obtenim que és la unió entre l'instrument i els resultats. Per tant, cal fer els càlculs requerits i analitzar-los per tal de veure si es complementa bé amb les operacions realitzades amb anterioritat.

### Informe i conclusions
Els resultats analítics estan incomplets sense una estimació de la seva fiabilitat. Per tant, si pretenem que els resultats tinguin valor, s'ha de proporcionar alguna mesura de la incertesa relacionada amb els càlculs obtinguts. A més, l'informe final no només ha de plasmar els resultats obtinguts sinó també les limitacions concretes del mètode d'anàlisi emprat.
Un cop escrit l'informe, l'analista pot o no estar implicat en l'ús de la seva informació. Com a mínim l'analista té la responsabilitat d'assegurar que les conclusions que s'extreguin de les seves dades siguin coherents amb aquests.